# Élections municipales sous le Second Empire
Cette page présente les élections municipales qui se sont déroulées en France durant le Second Empire.
- Élections municipales françaises de 1855
- Élections municipales françaises de 1860
- Élections municipales françaises de 1865
- Élections municipales françaises de 1870